# 指宿温泉祭
指宿温泉祭（いぶすきおんせんまつり）は、鹿児島県指宿市で開催される湯の恵みに感謝する地域の祭礼である。

## 歴史
指宿温泉祭は、温泉への感謝と観光や産業を発展させることを目的として開催されている。
1948年（昭和23年）指宿振興協會が発足された。温泉祭りが開催されるまで温泉にちなんだ行事がなく、観光地として遅れを取っていた指宿だったが、1949年（昭和24年）のザビエル四百年祭を機に観光のPRの起爆剤として指宿温泉祭を実行するため打ち合わせ会を開催した。そのころ指宿は国立公園の候補地の一つとなっており、地元の熱意を中央に伝える必要があったことから指宿の各業界の代表者によって指宿町観光協会が結成された。観光協会として最初の行事として温泉祭が行われた。
1953年（昭和28年）当時のいかだに乗った写真が残されている。旗に「蛭子温泉祭」の文字が書かれていることから,当時は蛭子温泉祭という名前だったことが分かる。
1962年（昭和37年）までは10月初旬に行われていたが、1963年（昭和38年）より8月下旬に時期が変更になった。
2009年からは10月末の土日、2013年から2025年現在まで9月下旬の土日に、指宿市湊にあるセントラルパーク指宿をメイン会場に開催している。
2020年第73回は、新型コロナウイルス感染症拡大の影響により、ハンヤ踊り・神輿渡御・イベント等が中止となり、花火大会のみが開催された。
2023年第76回は、4年ぶりの通常開催となった。ハンヤ踊りには2500人の参加があった。
2025年、国土交通省港湾局は港の賑わい拠点 となる「みなとオアシスいぶすき」を登録した。そのイベントのひとつとして指宿温泉祭が含まれている。

## 主な行事
【1日目】指宿ハンヤ踊り・指宿湯豊太鼓・いぶすき菜の花大使披露・メインゲストステージなど。指宿ハンヤ踊りでは、「踊り連コンテスト」を実施している。メインゲストステージでは、代表的なゲストとして、五月みどり、高田みづえ、城南海、りんごちゃん、よよよちゃんなど。
【2日目】指宿湯権現祭典・神輿渡御・花火大会など。花火は約5,000発が打ち上がる。

## 地域への波及効果・その他
- 1978年（昭和53年）、熊本県の人吉市長が指宿温泉祭に訪れたことがきっかけとなり、翌年の1979年（昭和54年）1月に人吉市と指宿市は姉妹都市となった[19]。
- 指宿ハンヤ踊りには市民約2500人が参加している[20]。
- 姉妹都市・北海道千歳市の「YOSAKOIソーラン演舞」が披露されるなど、都市間の交流機会となっている[20]。
- 指宿市内にある「指宿湯豊太鼓」は1981（昭和56）年、指宿温泉祭を盛り上げようと結成された[21]。
- 指宿青年会議所では、指宿温泉祭に合わせて魚見岳の中腹に薩摩島津家の家紋「丸に十の字」を表した電飾をしている[22]。
- 神輿巡行の作法は千葉県匝瑳市の八重垣神社祇園祭を参考としている。神輿を担当する指宿市青年振興連絡協議会が、祇園祭を視察し飛び入り参加したことをきっかけに、匝瑳市の「萬町親和會」との交流が始まった。その後「萬町親和會」のメンバーが指宿市に移住する、神輿を譲渡してもらうなど、神輿巡行が両市の架け橋となっている[23][24]。
- 2025年は、1日目のメインゲストとして元ちとせがステージに立つ[25]。